# 我要做廚神 (澳洲版)
《我要做廚神 澳洲版》（MasterChef Australia）是澳洲一個烹飪實境秀的電視節目，由FremantleMedia Australia（第一至三季）和Shine Australia（第四季至今）製作，在Network Ten播出。現時第十六季由安迪·艾倫、索菲婭·列文、尚恩-克里斯多夫·諾韋利及楊寶玲擔任主持及評委。海外第一，二季由STAR World播出，在台灣的節目名稱為《廚神當道澳洲版》，第三季起由Lifetime亞洲頻道播出，並更改節目名稱為《澳洲頂級廚師》。
香港第十二季起於無綫電視明珠台播放，節目名稱為《我要做廚神：澳洲篇》。主題曲是Katy Perry主唱的Hot N Cold。本節目目前為止已播至共十六季。

## 每集內容
星期日是挑戰日。當天會準備了兩項的考驗。第一項挑戰是神秘箱考驗，參賽者需要用盒子內的材料完成菜餚，評判只會在所有人的菜餚中選出三道菜餚，嘗試之後再找出一位勝出者。第二項就是創意考驗，參賽者會有一個主題然後去完成和主題相關的菜餚，在之前神秘箱考驗勝出的參賽者，將會有更多的時間去選擇自己的材料。完成之後，評判就會試菜。在最強的三位中選出勝出者，最後的三位就會落敗去星期一的壓力測試中。
星期一是壓力測試。前一晚最後三名的參賽者要在指定時間之內完成壓力測試。評判最後會淘汰表現最差的參賽者。
星期二是名廚挑戰，在星期日的勝出者就和名廚比賽，如果分數高於名廚，在第一季中就可以直接晉身最後一場決賽；在第二季中就會有免死金牌，萬一需要進入淘汰賽的時候就可以免淘汰一次。
星期三是分組淘汰賽。參賽者分為紅藍兩組去完成挑戰。落敗的一組會在下一晚進行淘汰賽。有時會是個人淘汰賽，被別人投最少票數的參賽者就會去下一輪的淘汰賽。
星期四是壓力測試，前一晚隊制賽中落敗的全部或部分選手將要完成壓力測試，並會淘汰最差表現的參賽者。
星期五是烹飪教授，主持人會教導一周淘汰後剩餘的參賽者不同的菜式。

## 季度

### 第一季: 2009
第一季澳洲版的我要做廚神是在2009年4月27至2009年7月19日播出。參賽者的申請截止2009年1月8日，隨後在珀斯布里斯班，墨爾本，阿德萊德和悉尼舉行試鏡。試鏡的人數超過7000人。

### 第十二季: 2020
第十二季澳洲版的我要做廚神是在2020年4月13日起播出。此季度的參賽者均於過往十一季中獲得優異成績的。

### 第十三季: 2021
第十三季澳洲版的我要做廚神是在2021年4月14日起播出。

### 第十四季: 2022
第十四季澳洲版的我要做廚神是在2022年4月18日起播出。12名曾經參加我要做廚神的參賽者於第十四季回歸。

### 第十五季: 2023
第十五季澳洲版的我要做廚神是在2023年5月7日起播出。1名曾經參加第13季我要做廚神的參賽者於第十五季回歸。這系列原本於5月1日播出，卻因擔任主持及評委之一的顣·桑非里奧離世而延遲播出。這季早於3月已完成所有拍攝，也是他的最後電視遺作。前兩集開場的特別來賓為杰米·奧利弗。

### 第十六季: 2024
第十六季澳洲版的我要做廚神是在2024年4月22日起播出。本季由安迪·艾倫、索菲婭·列文、尚恩-克里斯多夫·諾韋利及楊寶玲擔任主持及評委。這是自2020年後首次離開澳洲，到香港島和大嶼山寶蓮寺出外景，